# Roma Maffia
Roma Maffia (Nueva York, 31 de mayo de 1958) es una actriz estadounidense.

## Biografía
Maffia empezó su carrera en Broadway. Fue descubierta por el director de reparto Jane Jenkins, que se convirtió en su mentor. Gracias a ello ella pudo mudarse a Hollywood y desde entonces su carrera ha ido en ascenso. 
Protagonizó Profiler y actuó en Nip/Tuck de la cadena Fox. Adicionalmente participó en la serie de televisión Chicago Hope, realizada por David E. Kelley, interpretando a Angela Giandamenicio.
También ha aparecido en la serie La Juez Amy, en el papel de abogada. Otra película donde hizo el papel de abogada fue Acoso sexual.
Finalmente también ha aparecido como la Oficial Linda Tanner en la serie para adolescentes Pretty Little Liars.